# Orgue Peyssy-Micot de l'église Notre-Dame-de-la-Barthe de Saint-Chinian
Si l’orgue Peyssy-Micot de l'église Notre-Dame-de-la-Barthe de Saint-Chinian ne peut rivaliser par son buffet avec les «
Sept Merveilles Organistiques de l’Hérault
», il est néanmoins un des trois orgues du XVIIIe siècle authentiquement historiques de l'Hérault avec l'orgue Micot de Saint-Pons-de-Thomières et celui de Jean-Pierre Cavaillé à Saint-Guilhem-le-Désert. Lors de sa redécouverte en  1962 par Pierre Rochas et Pierre Chéron ne lui manquaient de ses éléments originaux que les 7 rangs de Mixtures du Grand-Orgue, le mécanisme et les sommiers de Pédale, les claviers et la soufflerie cunéiforme.

## Historique
Son état exceptionnel de conservation laisse toutefois planer quelques mystères quant à son histoire. 
Au départ nous avons un orgue neuf de 14 jeux (comme le Grand-Orgue de l'instrument actuel), donc probablement à un seul clavier dans un buffet unique, construit en 1736 par Jean-Baptiste Lanes de Carcassonne pour le curé Robert qui en fait don à sa paroisse à charge pour elle de pourvoir à la construction de la tribune permettant de le recevoir, ainsi qu'à son entretien et à la rémunération d'un organiste. Mal construit ou accidentellement endommagé (importants travaux de réparation de l'église de 1768 à 1770) il doit être reconstruit quelques dizaines d'années plus tard. Un devis anonyme daté de 1772, mais resté sans suite, prévoit la reconstruction à neuf dans le buffet originel d'un instrument à deux claviers avec un Grand-Orgue de 14 jeux et un Récit de 2 jeux sur deux hémi-sommiers à gravures intercallées. Il n'est donc mentionné ni Positif dorsal dont on ne peut certifier quand et qui en a édifié le buffet, ni même Pédale.
Ensuite le paradoxe est que, si les seules archives disponibles attestent d'un contrat passé en 1781 avec Louis Peyssy (ou Peyssi, ou Peissy), organier résidant à Béziers, pour la construction d'un orgue neuf, tous les experts l'ayant examiné ont constaté la similitude très étroite de facture avec l'orgue Micot de Saint-Pons-de-Thomières. Même nombre de jeux (Fourniture et Cymbale du Positif de Saint-Pons étant tirés par un unique registre dénommé Plein-jeu à Saint-Chinian avec le même nombre total de rangs), tuyauterie très caractéristique des Micot, même agencement du mécanisme et qualité de construction des sommiers à gravures intercallées avec postage du Cornet du G.O. au centre, encadré par le Cornet du Récit. Donc ou Peyssy était un collaborateur éminent des Micot capable de monter seul cet instrument, ou il a servi de prête-nom à un des deux Jean-Baptiste pour une raison inconnue, ou, étant initialement menuisier, a-t-il sous-traité la réalisation de la partie sonore avec un des Micot (comme le faisait autrefois le sculpteur sur bois Charles Boisselin avec Pierre Galeran ou, en sens inverse, les L'Epine chargeant le menuisier Louis Courdeau de tous les éléments en bois hors le buffet de l'orgue de Lodève). Quoi qu'il en soit, au printemps 1784 l'orgue est achevé et Louis Peyssy rejoint Bordeaux où il meurt en 1786, inhumé comme par hasard dans la paroisse Saint-Seurin où des menuisiers nommés Peyssy avaient collaboré en 1772 avec les Micot à l'édification de leur plus grand et bel instrument.
Dès 1784 l'orgue est touché par Jean Antoine Valentin, fils de l'organiste précédent, Jean Valentin. En 1803, après la parenthèse révolutionnaire et à la suite de la signature du Concordat et le rétablissement du culte, Valentin fils reprend le poste d'organiste, probablement jusqu'à son décès en 1836.
Entretenu au début du XIXe siècle par Auguste Cavaillé, fils du célèbre Jean-Pierre Cavaillé, il est relevé en 1856 (signature sur le premier Ut de la Montre) par Théodore Puget qui le met très probablement au ton moderne en décalant les tuyaux donc sans altérer leur timbre et qui ne modifie ni les bouches des tuyaux de fond ni les languettes des anches. Il refait les trois claviers mais sur les mêmes châssis ainsi que le pédalier et remplace la soufflerie cunéiforme par un encombrant réservoir à lanterne dans le soubassement. C'est à des travaux postérieurs que l'on doit la disparition des 7 rangs de Mixtures du G.O., du mécanisme et des sommiers de Pédale dont la tuyauterie heureusement conservée est installée sur des sommiers accessoires à membranes. En 1950 Maurice Puget, après un relevage, réalise quelques travaux de consolidation et tente de reconstituer les mixtures du G.O.
En mai 1962, à l'instigation du chanoine Roucairol, alors responsable musical diocésain, l'organologue Pierre Rochas et l'organier Pierre Chéron, en route pour Saint-Pons de Thomières, viennent visiter l'orgue et prennent conscience de sa très grande valeur patrimoniale. À la demande de l'abbé Perillou, ils initient une révision de fond de 1963 à 1964 avec l'aide d'un jeune facteur, tuyautier patient et soigneux. Il restait alors à reconstituer les 7 rangs de Mixtures du G.O., ce qui ne présentait pas de difficulté, celles du Positif pouvant servir de modèle, et reconstruire le mécanisme et les sommiers de Pédale. Mais tel quel l'orgue permettait à René Saorgin d'enregistrer de façon très convaincante des pièces de Louis-Antoine Dornel (1685-1765) pour illustrer le Numéro 20 d'Orgues Historiques consacré à Saint-Chinian en mai 1968 et édité par la maison qui n'était pas encore Harmonia Mundi mais Harmonie du Monde.
Le 9 février 1976, la partie instrumentale seule est classée au titre objet des monuments historiques.
De 1987 à 1994 Jean-François Muno restaure l'orgue en réalisant les travaux manquants en 1964 et refaisant à neuf claviers, pédalier, et soufflerie cunéiforme. Les tuyaux lépreux, fréquents chez les Micot à cause de leur trop grande pureté en étain, sont scrupuleusement réparés, le diapason original rétabli, et un tempérament proche de ce qu'il pouvait être à l'époque instauré.
En 2009 les titulaires en sont Henri Barthès et Bruno Fraisse.

## Description
Le buffet à deux corps est assez rustique avec peu d'éléments décoratifs et daterait au moins pour son grand-corps de 1736, mais cela n'est pas certain; de plus on ne sait toujours pas aujourd'hui si le positif dorsal est un peu plus tardif et donc de Peyssy.
L’orgue contient 1892 tuyaux, 46 rangs, dans 29 jeux répartis sur 3 claviers et pédalier à la Française de 17 notes (Ut1 à Fa2, sans Ut#1). 
On ne saurait mieux écrire que Pierre Rochas en 1963: "La tuyauterie contenue dans le grand-corps du buffet est portée par un sommier en deux parties, à disposition diatonique donc, largement dimensionné et comportant 77 gravures car l'abrégé, remarquablement tracé et réalisé en bois dur, distribue à la fois les 50 notes du deuxième clavier (Grand-Orgue) et les 27 du troisième clavier (Récit). À l'arrière des tuyaux de façade et surélevés au-dessus du double sommier par des porte-vents de plomb, se trouvent le Cornet du G.O. au centre, flanqué des deux moitiés du Cornet du Récit. De part et d'autre du sommier du G.O. se trouvaient les sommiers de Pédale hélas disparus mais heureusement pas sa tuyauterie disposée sur des sommiers à membrane ne fonctionnant pas. La console en fenêtre comprend trois claviers, refaits en 1850 mais sur les mêmes châssis, le tirage de jeux original avec sa  disposition en quinconce sur deux rangs verticaux de part et d'autre des claviers axés en queue, avec mécanique suspendue pour le G.O. et le Récit, le deuxième et le troisième tirant les vergettes du grand abrégé, le premier foulant les pilotes du  Positif dorsal; l'accouplement, à tiroir, du type à talons, s'obtient en poussant le clavier du Positif sous celui du G.O.
La commande des mouvements du Positif s'effectue donc par des pilotes verticaux actionnant les grands balanciers en chêne disposés obliquement, en éventail, sous le pédalier et venant refouler vers le haut des soupapes placées au-dessus des extrémités des gravures du sommier dans une laye située juste en arrière du banc de l'organiste et à l'avant du buffet; un court pilote traversant la gravure assure la liaison mécanique. Cette disposition décrite dans le traité de Dom Bédos implique évidemment une disposition chromatique du sommier; toutefois, pour éviter que les tuyaux de basse se trouvent tous du même côté et posent donc des problèmes d'encombrement, une note grave sur deux, soit 8 soupapes à Saint-Chinian, est placée en "ravalement" du côté aigu du sommier. Ces notes de ravalement sont renvoyées par un petit abrégé placé immédiatement sous le clavier."
Le tirage des jeux est bien sûr mécanique, par des tirants de registres de section carrée avec pommettes tournées d’origine et étiquettes en parchemin  portant le nom des jeux.
La tuyauterie est donc, presque intégralement, authentique et a été restaurée et réharmonisée par Jean-François Muno; le diapason ancien (la3 à 396 Hz à 15°) a été rétabli et l’accord réalisé selon un tempérament inégal: tempérament mésotonique à trois tierces majeures pures (do-mi, ré-fa#, sol-si).
Les sommiers anciens en chêne, à gravures et registres coulissants, ont été restaurés, le Récit étant à gravures intercalées sur les sommiers du G.O. qui comportent donc à eux-deux 77 gravures. Le haut de l'arrière de la façade est occupé par 3 pièces gravées alimentées à partir des 2 hémi-sommiers par des postages en plomb, la centrale portant le Grand-Cornet du G.O., avec de part et d'autre les 2 portant le cornet du Récit.
La soufflerie comprend, depuis la dernière restauration, trois soufflets cunéiformes placés sur la tribune à côté de l'orgue et alimentés au choix par un ventilateur électrique ou la force des bras d'un souffleur; il n'y a qu'un tremblant doux et pas de tirasse.

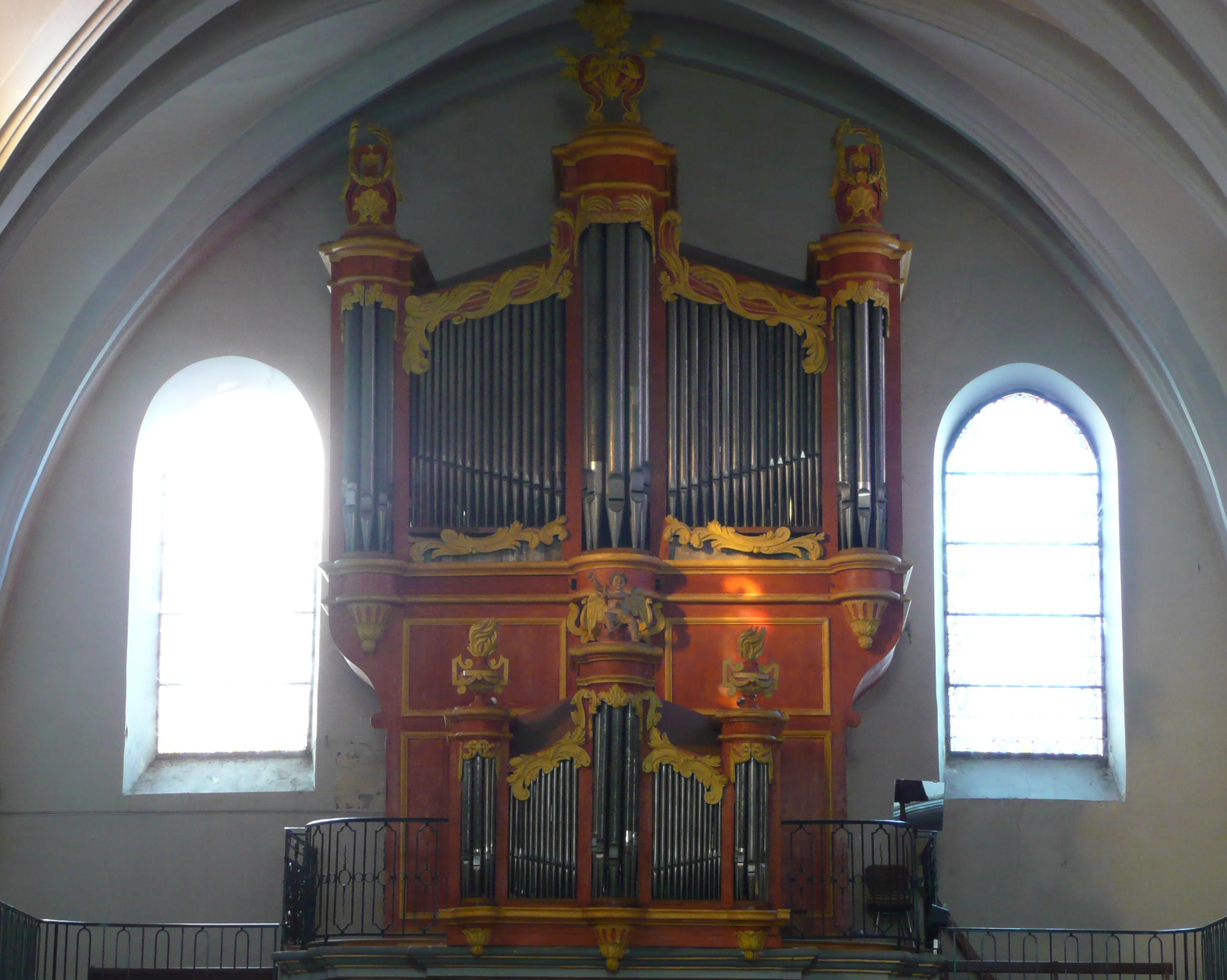
Ensemble de la façade
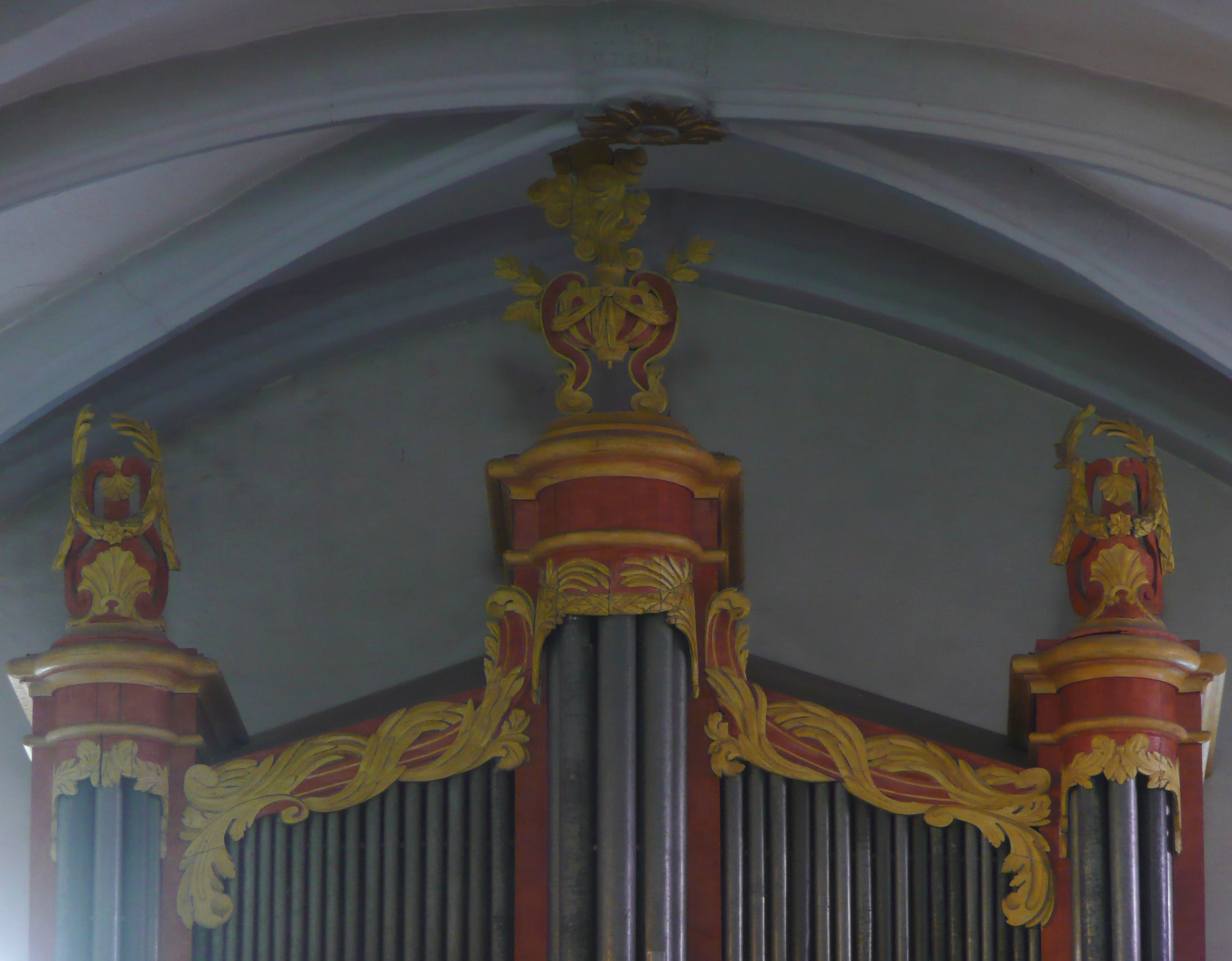
Couronnement du grand corps
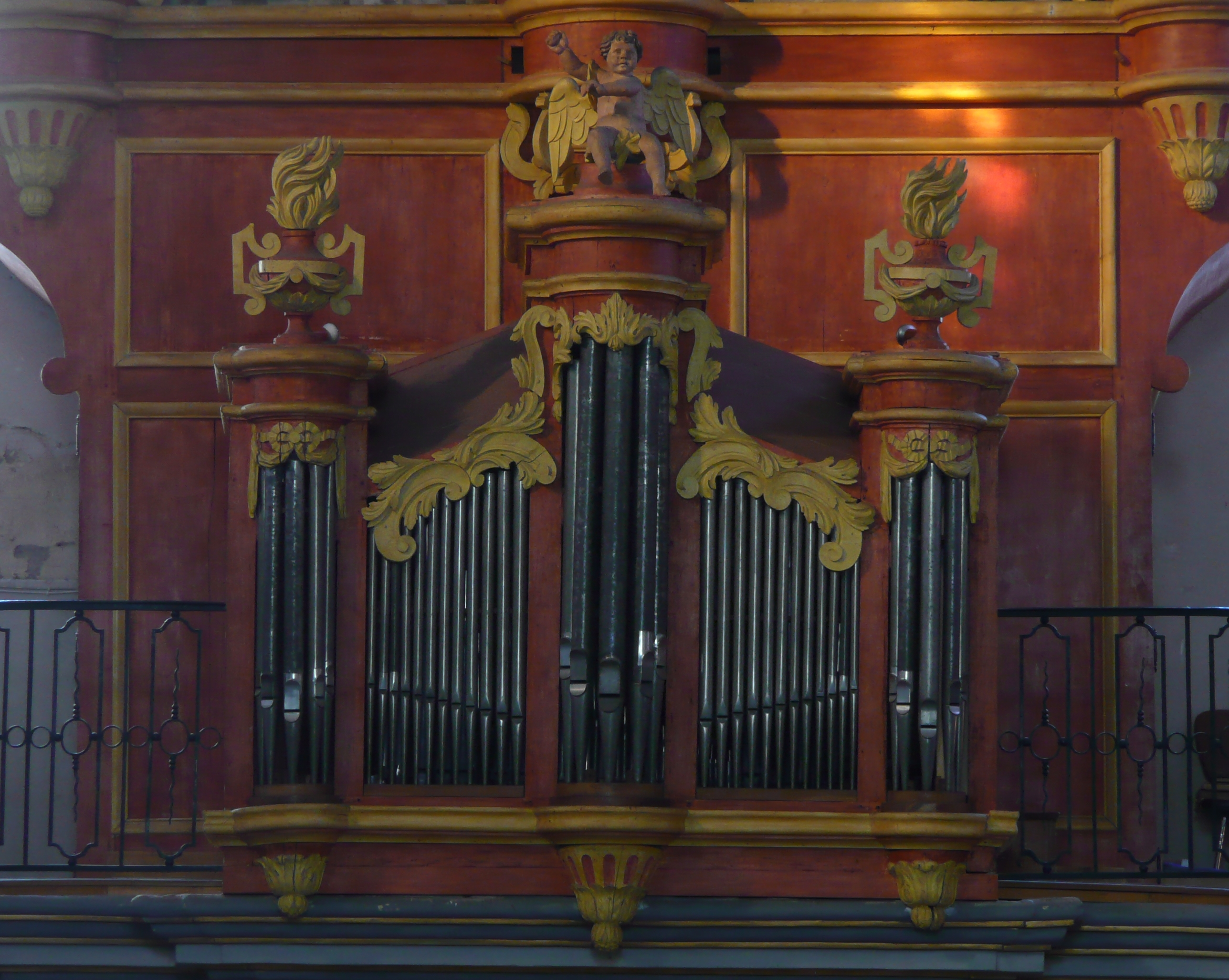
Positif dorsal
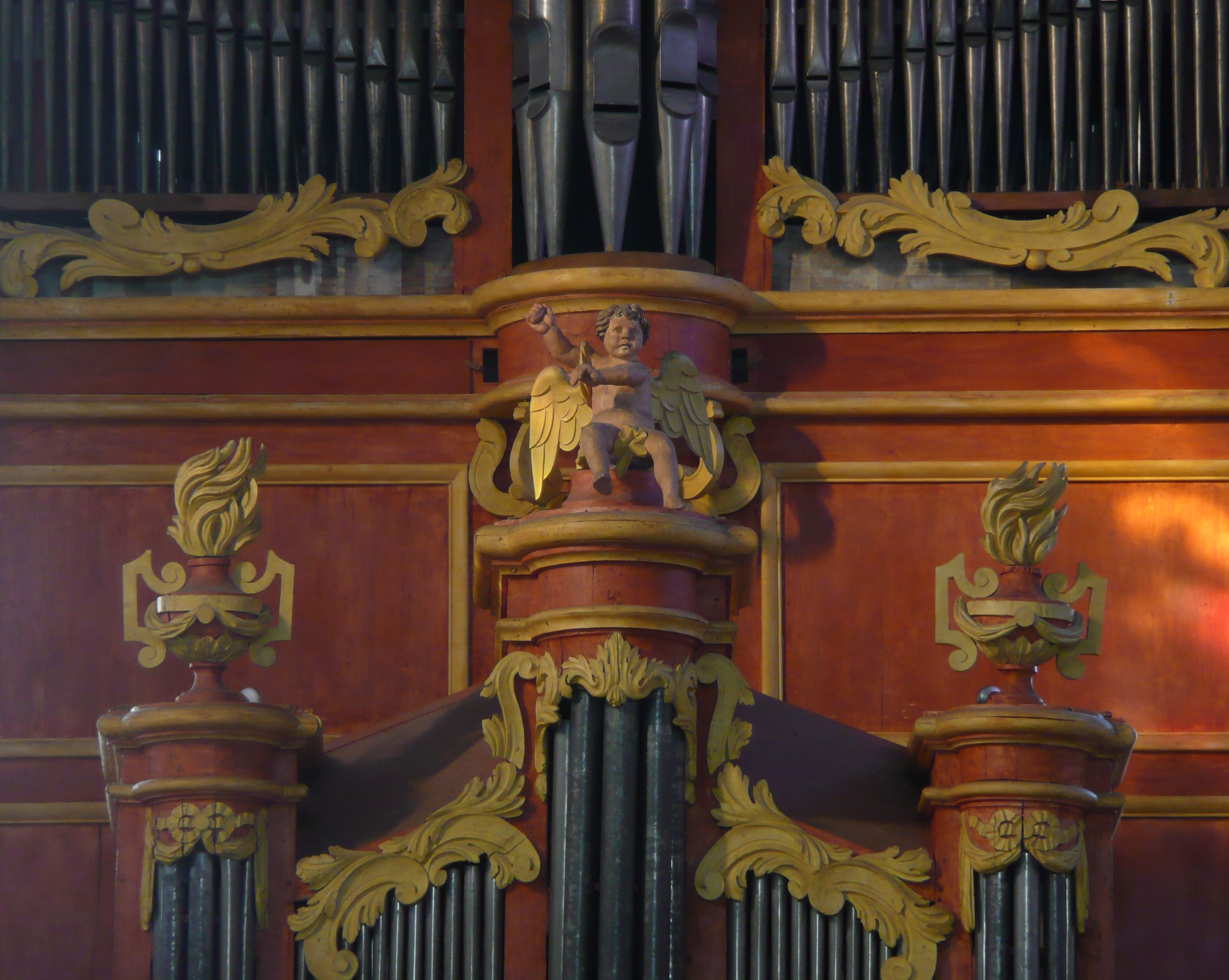
Couronnement du positif
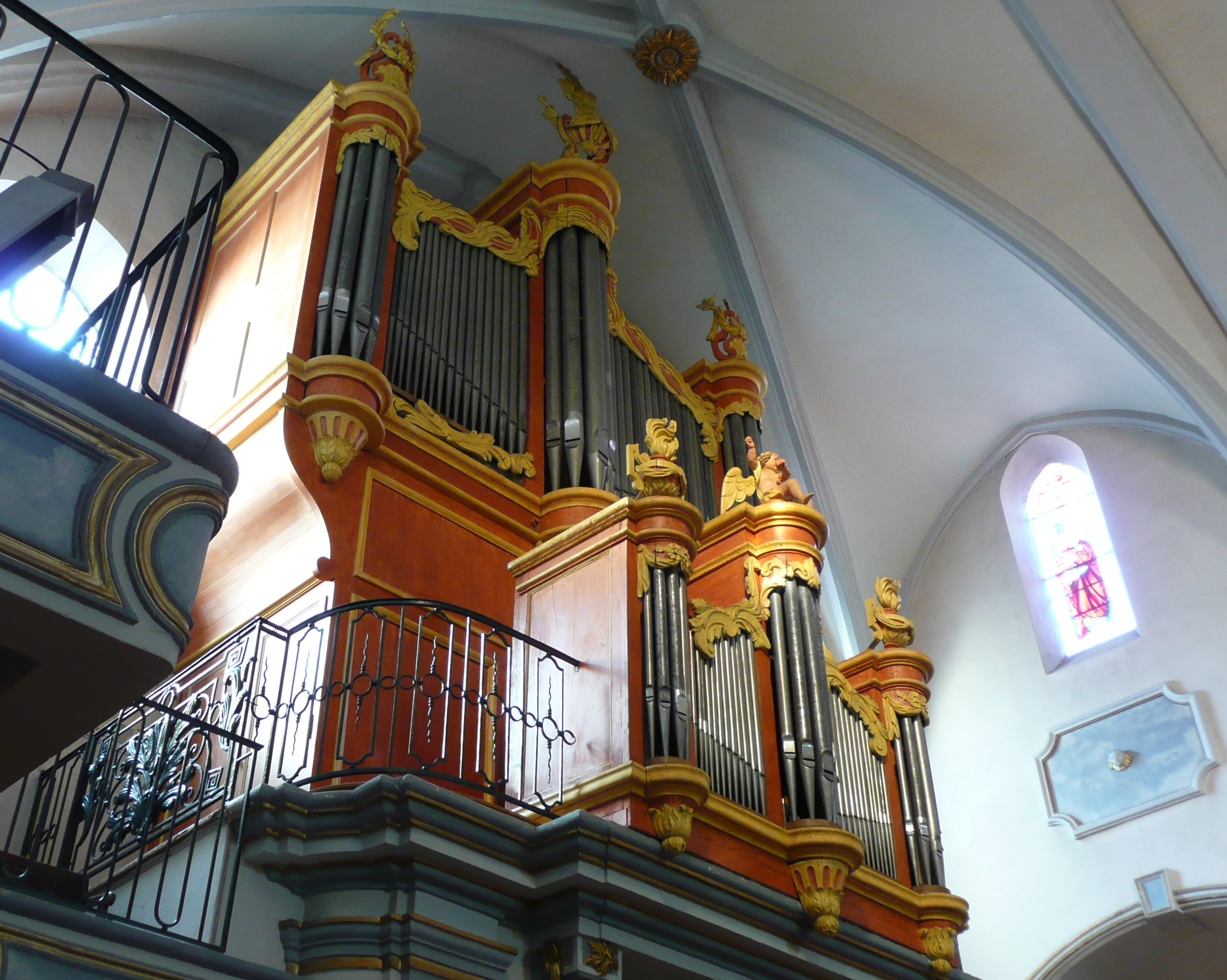
Vu de trois-quarts
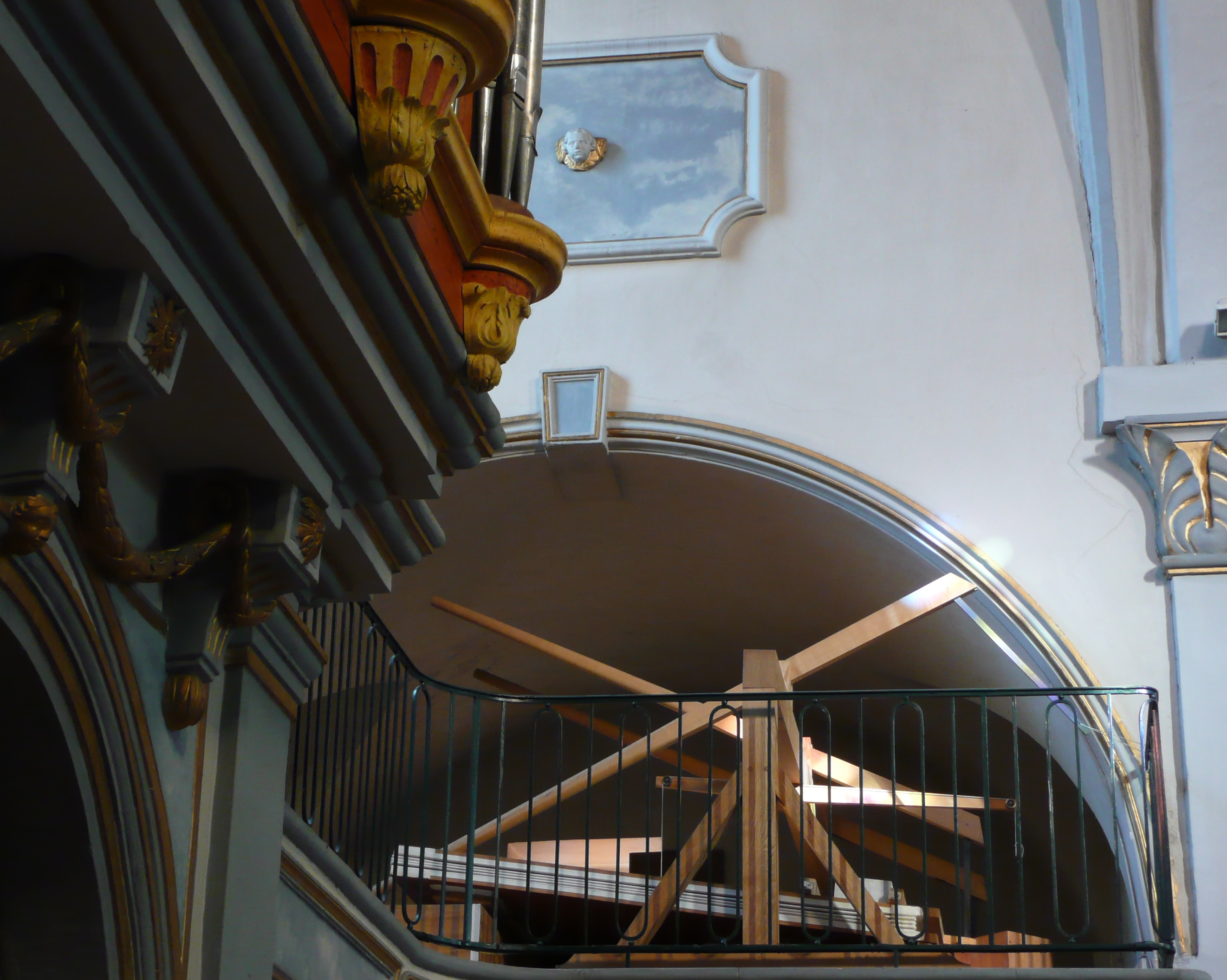
Soufflerie cunéiforme

## Composition
| I POSITIF DORSAL              | II GRAND-ORGUE                | III RECIT                     |
| ----------------------------- | ----------------------------- | ----------------------------- |
| 50 notes, ut1 à ré5 sans ut#1 | 50 notes, ut1 à ré5 sans ut#1 | 27 notes, ut3 à ré5           |
| Bourdon 8'                    | Montre 8'                     | Cornet 5 rangs                |
| Montre 4'                     | Bourdon 8'                    | Trompette 8'                  |
| Nazard 2'2/3                  | Flûte 8’                      |                               |
| Doublette 2’                  | Prestant 4’                   |                               |
| Quarte de nazard 2’           | Nazard 2’2/3                  |                               |
| Tierce 1’3/5                  | Doublette 2’                  |                               |
| Larigot 1’1/3'                | Quarte de nazard 2’           |                               |
| Plein-jeu V rgs               | Tierce 1’3/5                  |                               |
| Cromorne 8’                   | Fourniture IV rgs             | PÉDALE                        |
|                               | Cymbale III rgs               | 17 notes, ut1 à fa2 sans ut#1 |
|                               | Grand Cornet V rgs (ut3)      | Flûte 8’                      |
|                               | Trompette 8’                  | Flûte 4’                      |
|                               | Voix humaine 8’               | Trompette 8’                  |
|                               | Clairon 4’                    | Clairon 4’                    |